# 마리아 데 에스트라다

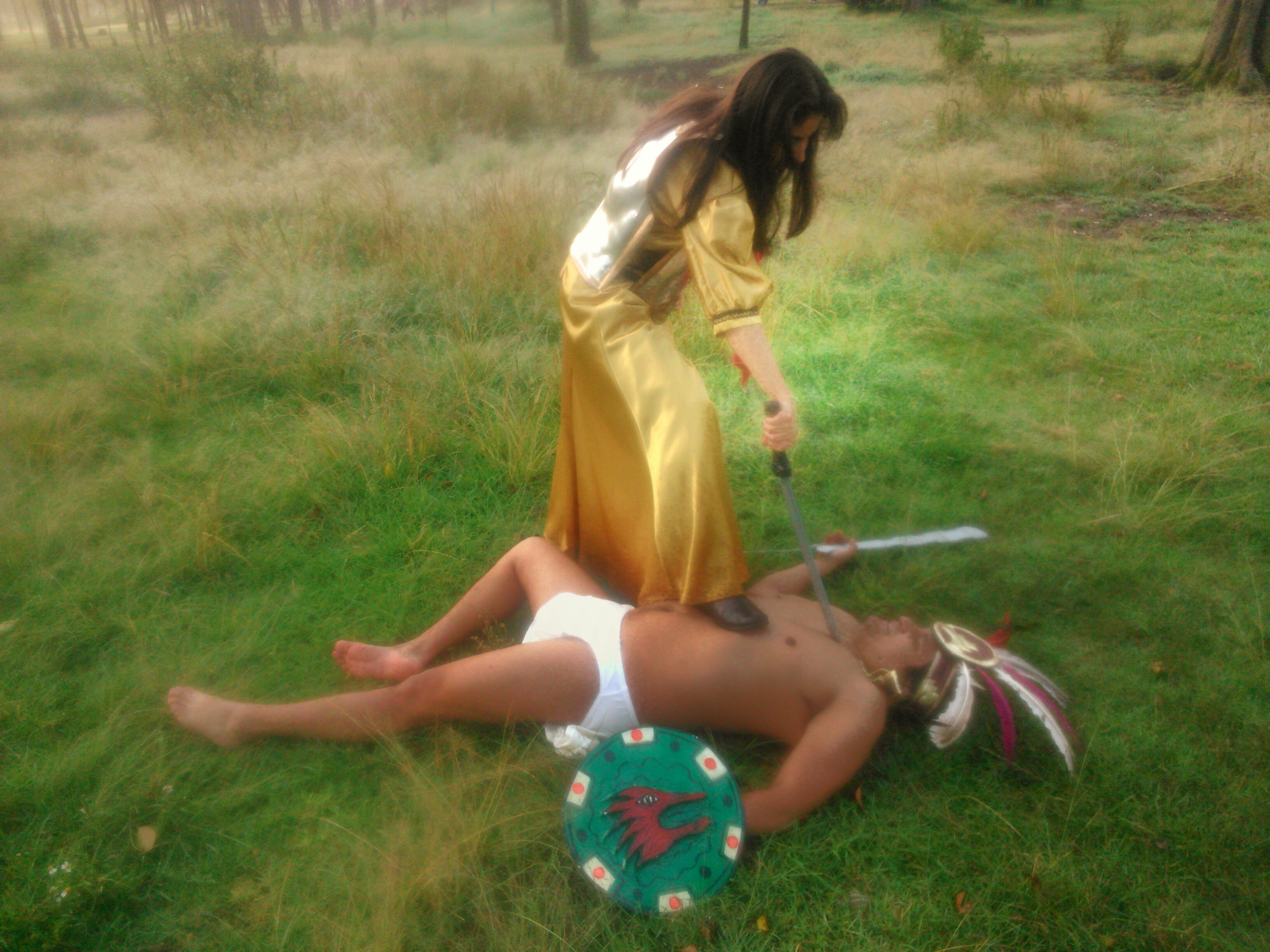

마리아 데 에스트라다(스페인어: María de Estrada: 1475년경 또는 1495년경-1537년에서 1548년 사이)는 에르난 코르테스의 멕시코 정복에 참여했던 여성 콩키스타도르다.
세비야에서 태어났다. 하지만 "에스트라다"라는 이름은 에스파냐 북부 계열이다. 오라비 프란시스코 데 에스트라다는 크리스토퍼 콜럼버스의 원정에 말단 사환으로 참여했는데, 1509년 다시 신세계로 가서 정착했다. 마리아는 이 때 오라비를 따라갔을 것으로 추측된다.
전해지는 바에 따르면, 마리아는 다리엔만 방면의 원정에 참여했다. 오라비 또는 이름이 알려져 있지 않은 남편을 따라갔을 것으로 추측된다. 다리엔 지역에 정착지를 세우려는 시도는 실패로 돌아갔고, 산토도밍고로 귀환하는 길에 원정대의 배는 난파하여 쿠바섬으로 떠밀려갔다. 원주민들은 처음에는 고립무원의 에스파냐인들을 위협하다가, 해안선을 따라 이동할 수 있게 도와주었다. 그러다 오늘날의 마탄사스에 이르자 원주민들이 표류자들을 배반하여 살육이 일어났다. 마리아를 비롯한 한 줌의 사람들만 살아남아 그들을 공격한 원주민 카시케(추장)의 포로로 끌려갔다. 이후 몇 년간 마리아는 원주민들과 함께 살았는데, 이는 유럽인이 미주 원주민의 삶에 동화된 최초의 사례들 중 하나다. 이후 1513년 콩키스타도르들이 쿠바섬까지 정복하면서 마리아도 풀려날 수 있었다. 이후 마리아는 콩키스타도르 페드로 산체스 파르판과 결혼했다.
1519년, 파르판이 에르난 코르테스의 원정대에 참여했다. 그러나 파르판의 아내인 마리아가 이 원정에 따라갔는지는 불확실하다. 일부 문헌에 따르면 마리아 데 에스트라다는 1520년 4월에야 북미대륙 본토에 상륙했는데, 그나마도 코르테스군이 아니라 코르테스를 토벌하러 간 판필로 데 나르바에스 원정대를 따라간 것으로 보인다. 마리아의 오라비 프란시스코가 나르바에스 원정대에 참여했기 때문이다. 이후 1520년 5월 말 마리아는 코르테스군 쪽으로 붙은 것으로 보인다.
어쨌든 1520년 6월 마리아가 함락된 아스텍의 수도 테노치티틀란에 들어간 것은 확실해 보인다. 베르날 디아스 델 카스티요의 기록에 따르면 마리아 데 에스트라다는 이 시점에서 북미대륙 본토에 유일한 백인 여성이었다. 이후 코르테스가 나르바에스를 요격하기 위해 부재한 사이 알바라도의 학살이 일어나면서 테노치티틀란의 멕시카인들이 대규모 봉기를 일으킨다(비통한 밤). 1주일에 걸친 시가전 끝에 원정대는 대포를 비롯한 물건들을 몽땅 잃고 소수만이 도시 뒷문으로 탈출했다.:302
초기 기록들에서는 마르이 데 에스트라다를 이 때 원정대에 동행한 소수의 여성들 중 한 명이라고 하고 있지만, 16세기의 두 사가는 그를 명확히 유일한 여성 전투원으로 명기하고 있다. 틀락스칼텍 혼혈 연대기작자 디에고 무뇨스 카마르고는 마리아가 난전 중 한 명의 로델레로(방패검사)로서 “여느 남자들만큼이나 훌륭한 전사”임을 입증했으며, 오툼바 전투 때의 결정적 순간인 중기병 돌격 때도 참여했다고 썼다. 도미니카의 디에고 두란은 마리아가 일개 병사가 아니라 지휘관으로서 포포카테페틀 주변에서 우에이아판의 나우아족 원주민들을 격퇴했다고 썼다. 이 때 마리아는 선두에서 돌격하며 “산티아고!!”라고 소리쳤다고 한다.
코르테스는 마리아와 그 남편 파르판에게 테텔라델볼칸을 중심으로 한 넓은 엔코미엔다를 떼어 주었고, 파르판은 이후 서쪽으로 더 원정하여 자신의 영지를 넓혔다. 마리아는 1530년대에 과부가 되면서 영지를 자신이 다스렸다. 이후 마리아 데 에스트라다는 푸에블라의 민간인 정착민인 알론소 마르틴과 재혼했다. 그러나 마리아의 엔코미엔다가 이후 에스파냐 국왕 직할령으로 흡수된 것을 보면 영지를 물려줄 후사를 남기지 못한 것으로 보인다.
이렇게 동시대인들의 회고록에 마리아 데 에스트라다의 행적이 생생하게 기록되어 있음에도 불구하고, 현대의 역사학자들이 그 기록을 모두 신뢰하고 있는 것은 아니다. 루이사 캄푸사조(Luisa Campuzano)는 마리아에 관한 문헌들이 서로를 뒷받침하며, 그 사실관계나 인간의 성격에 대한 묘사에 있어 모순된 점이 없다고 결론내렸지만, 다른 역사학자들은 이렇게 단정적이지 않다. 마리아에 대한 회의론으로는 그 군사적 행적이 모두 허구에 불과하다는 것도 있고, 마리아가 1513년에 표류했을 정도로 일찍 신세계에 건너간 게 맞냐는 의혹 제기도 있다. 어쩌면 코르테스 원정대에 참여한 마리아 데 에스트라다는 산체스 파르판의 두 번째 아내이고, 쿠바에 표류했다가 구출된 여성은 파르판의 첫 번째 아내로 서로 동일인이 아닐 수도 있다.
한편 몇몇 역사학자들이 알론소 데 에스트라다의 아내 마리나 데 라 캄바예리아와 혼동하는 경우가 있고, 또한 마리나 데 라 캄바예리아는 도냐 마리아와 혼동된 경우가 있어서 마리아 데 에스트라다에 관해 살펴보는 것이 더욱 힘들어진다.